# Родригуанский креольский язык
Родригуа́нский крео́льский язы́к — одна из разновидностей креольских языков. Родригуанский креольский язык является официальным языком острова Родригес, принадлежащего Маврикию.
Родригуанский креольский язык является региональным языком, ведь его употребляют в качестве разговорного диалекта практически только жители острова Родригеса. Дорожные знаки и предупреждения на Родригесе написаны на родригуанском креольском языке.

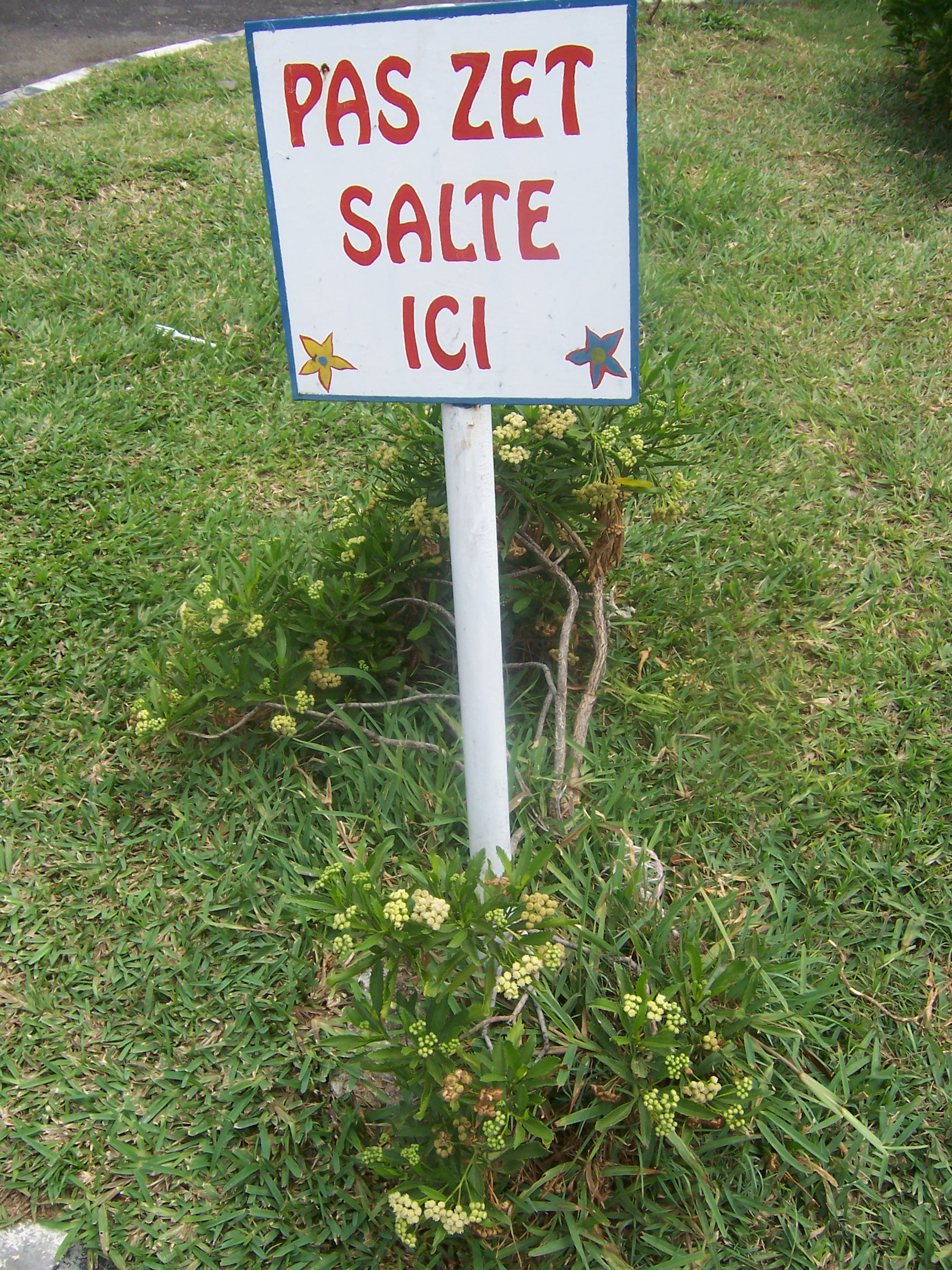
Табличка с надписью «Pas zet salte ici» (рус. «Не бросайте здесь мусор») в Порт-Матюрене

В административных целях и средствах массовой информации на острове Родригес используются английский и французский языки. 

## Слова
Родригуанский креольский язык очень похож на французский язык, из-за чего его иногда называют диалектом французского языка, однако он является разновидностью креольского языка.
| Слово     | Перевод на русский язык |
| --------- | ----------------------- |
| Bonzur!   | Доброе утро!            |
| Bonsoir!  | Добрый вечер!           |
| Merci!    | Спасибо!                |
| Ouais     | Да                      |
| Non       | Нет                     |
| Aurevoir! | Пока!                   |
| Ene       | Один (1)                |
| D         | Два (2)                 |
| Trwa      | Три (3)                 |